# B-380 (潜水艦)
B-380（ロシア語: Б-380）は、ソヴィエト/ロシア海軍の通常動力型潜水艦で、タンゴ型潜水艦の最終艦である。

## 艦歴
B-380はタンゴ型潜水艦の最終艦として、1981年10月15日にゴーリキー（現・ニジニ・ノヴゴロド）のクラスノエ・ソルモヴォ工場で起工（シリアル番号133）され、1982年8月に進水、1982年12月30日に就役した。就役にあたり、ゴーリキーのコムソモールを顕彰して、「ゴールコフスキー・コムソモーリッツ（ロシア語: «Горьковский комсомолец»）」の艦名が与えられた。
B-380は黒海艦隊に配備され、1984年に2回の哨戒任務に就いたほか、1985年と1986年にはI・V・パナセンコ艦長の指揮で、海軍の雷撃競技会で名誉賞を受賞した。

### ソ連崩壊後
ソ連崩壊後、B-380はウクライナ海軍に配分されたが、ウクライナ海軍はB-380を編入せずに放置した。また、ウクライナとの協定で黒海艦隊への新造艦の配備はウクライナの同意が必要なことから、潜水艦不足に悩むロシア海軍黒海艦隊が就役済みの潜水艦を求めた。そのため、B-380は早々にロシア海軍に編入され、黒海艦隊に復帰した。1992年2月15日、「ゴールコフスキー・コムソモーリッツ」の艦名が廃された「B-380」に改名、セヴァストポリで長期修理に入り、B-380には最低限の乗組員だけが残った。2000年には、B-380の艦隊復帰とアドミラルティ造船所による近代化改修が決まり、ニジニ・ノヴゴロド市の援助でセヴァストポリの浮きドック「SPD-16」で大規模修理に入った。新たな乗組員も補充され、乗組員の8割がニジニ・ノヴゴロド市内から採用された。2006年10月には、ニジニ・ノブゴロド教区からフョードル・ウシャコフのイコンが寄贈された。
B-380は2008年に入ってもなお修理中で、アドミラルティ造船所による音響タイルの貼付工事が行われていた。乗組員は黒海艦隊で唯一稼働状態だったキロ型潜水艦「アルローサ」で訓練を受けており、兵舎が改築されたほか、電化製品や電話が寄贈された。B-380はニジニ・ノヴゴロドに要塞を築いたユーリー2世に因み「スヴァートイ・クニャージ・ゲオルギー（ロシア語: «Святой князь Георгий»）」と再命名され、年内には修理が完了する予定だった。しかし、ロシア金融危機に伴い修理は無期限で中断した。

### 退役
2010年4月1日、黒海艦隊が費用対効果の面から、同じく修理を中断していたキーロフ級ミサイル巡洋艦「アドミラル・ウシャコフ（旧キーロフ）」とB-380を除籍する予定だと報じられた。しかし2012年には、ラーダ型潜水艦「サンクトペテルブルク」戦力化までのつなぎと訓練用に、ロシア国防省が修理費を捻出して2013年の艦隊復帰を目指し修理を終えることが明らかになった。艦体を輪切りにして蓄電池を交換する大規模なものだったが、2016年4月19日にロシア国防省はB-380を含む8隻の艦艇を解体する入札を行った。
B-380は修理中断後も「SPD-16」に入渠したまま係留されていたが、2019年12月14日に「SPD-16」ごと沈没し、12月16日に解体のため浮揚した。

### 記念物に
2020年2月、B-380をモスクワ州で展示施設にするため、ロシア海事伝統クラブ（Ассоциацией«Клуб Русская морская традиция»）が解体中の艦体を購入し復元することになった。当初は切断された艦体を復元する予定だったが、すでに非武装化のために解体された箇所が多かったため、復元を断念し8月に艦体の一部をモスクワ州に移送した。艦体の半分が失われているため、復元チームはツシノのロシア海軍歴史博物館で展示されている同型艦「ノヴォロシースキー・コムソモーリッツ」を参考に復元作業を続け、2021年4月の段階で司令塔や操舵室などの艦体の中央部が復元された。
展示施設は、ミストラルホテルの敷地内にあるイストラ貯水池の堤防が選ばれたが、長さ12m以上、高さ5m、重量30tにもなる艦体を運搬する道路は狭隘で、シャホフスカヤ村からホテルの間には高さ制限がある場所が2ヶ所あった。そのため、復元した艦体は司令塔と艦体で分割して4日間かけて運搬され、4月19日にB-380の艦体が運び込まれた。
ロソス型潜水艦が展示されるソ連潜水艦艦隊歴史展覧会（Экспозиции истории подводного флота ВМФ СССР）は、元海軍士官でソ連/ロシア海軍の歴史に関する著作があるニコライ・アンドレーヴィチ・チェルカシンの出席の元、2021年10月15日に開会した。